# Cròmbec septentrional
El cròmbec septentrional (Sylvietta brachyura) és un ocell de la família dels macrosfènids (Macrosphenidae).

## Hàbitat i distribució
Habita zones de matoll i boscos del Senegal, Gàmbia i sud de Mauritània i sud de Mali, Burkina Faso i sud de Níger, Guinea, Sierra Leone, Costa d'Ivori, Ghana, Togo, Benín, Nigèria, Camerun, República Centreafricana i sud de Txad i Sudan del Sud fins Etiòpia, Eritrea, Djibouti, nord i sud de Somàlia, nord i nord-est de la República Democràtica del Congo, Uganda, Kenya i extrem nord-est de Tanzània.

## Taxonomia
Algunes classificacions consideren la població del sud-est del Sudan, Etiopia, Somàlia i Tanzània una espècie de ple dret:
- Sylvietta leucopsis - cròmbec oriental.[3]